# Кубок Угорщини з футболу 1926—1927
Кубок Угорщини з футболу 1926–1927 — 10-й розіграш турніру, переможцем якого втретє в своїй історії став «Ференцварош». 

## Чвертьфінали
| Переможці     | Рахунок | Переможені |
| ------------- | ------- | ---------- |
| «Ференцварош» | 6:1     | «Вашаш»    |
| «Будаї 33»    | 4:3     | «Шабарія»  |
| «Уйпешт»      | 6:3     | «Керюлеті» |
| «Баштя»       | 2:1     | «Кішпешт»  |

## Півфінали
| Переможці     | Рахунок   | Переможені |
| ------------- | --------- | ---------- |
| «Ференцварош» | 4:2 (0:1) | «Будаї 33» |
| «Уйпешт»      | 4:1 (0:1) | «Баштя»    |

## Фінал
| 16 червня 1927 |

| «Ференцварош»            | 3 — 0 | «Уйпешт» |
| ------------------------ | ----- | -------- |
| Турай 77' 81' Букові 89' |       |          |

| Немзеті Спорт, Будапешт Глядачів: 9000 Арбітр: Клюг Фрігіш |

| «Ференцварош» |               |
|               |               |
| ВР            | Ігнац Амшель  |
| ЗХ            | Геза Такач    |
| ЗХ            | Янош Хунглер  |
| ПЗ            | Карой Фурманн |
| ПЗ            | Мартон Букові |
| ПЗ            | Габор Обітц   |
| НП            | Ізідор Ражьо  |
| НП            | Йожеф Турай   |
| НП            | Вільмош Дан   |
| НП            | Імре Шлоссер  |
| НП            | Вільмош Кохут |
| Тренер:       |               |
| Іштван Тот    |               |

| «Уйпешт»     |                |
|              |                |
| ВР           | Режьо Сулік    |
| ЗХ           | Карой Фогль    |
| ЗХ           | Йожеф Фогль    |
| ПЗ           | Лайош Реммер   |
| ПЗ           | Лайош Лутц     |
| ПЗ           | Янош Віг       |
| НП           | Альберт Штрьок |
| НП           | Паль Явор      |
| НП           | Ерньо Моравчік |
| НП           | Йожеф Шаллер   |
| НП           | Габор Сабо     |
| Тренер:      |                |
| Імре Пожоньї |                |